# Live at Urania
Live at Urania med Kosmopoliterna spelades in den 18 september 1992 inför publik i konsertlokalen och Studio Urania som låg i Haga i Göteborg. Bandets tekniker och producent var Peter Mankowski.

## Låtlista
1. I`ve Been Waiting - 4:35
2. I Just Hate - 3:56
3. Monkey - 2:50
4. Women - 4:36
5. Singoalla - 5:34
6. Girl - 3:58

## Medverkande
- Johan Grahn - Sång och gitarr
- Stefan Dellenborg - Bas och kör
- Mikael Henriksson - Trummor och kör
- Krister Asplund - Gitarr och kör